# Шенгури
Шенгури́ — село в Україні, у Кобеляцькій міській громаді Полтавського району Полтавської області. Населення становить 753 осіб. Станом на 1992р були підпорядковані села Баранники, Вібли, Коваленківка. 
Орган місцевого самоврядування — Шенгурівська сільська рада.

## Географія
Село Шенгури знаходиться за 6 км від правого берега річки Ворскла, на відстані 1 км від села Вібли та 33км від залізничної станції Кобеляки. 

## Історія
Засноване на початку 19ст. 
За переписом 1859р. - 10 дворів та 80 жителів.
У 1910р. - 18 дворів та 109 жителів.
Радянський режим проголошено в січні 1918 року. 
У період німецько-фашиської окупації (15.ІХ.1941 - 24.ІХ.1943) гітлерівці вивезли на примусові роботи до Німеччини 35 чоловік. 
Селом Шенгури стали 1964р, раніше це був хутір який входив до Сокільської сільради (раніше волості). 
12 червня 2020 року, відповідно до розпорядження Кабінету Міністрів України № 721-р «Про визначення адміністративних центрів та затвердження територій територіальних громад Полтавської області», село увійшло до складу Кобеляцької міської громади.
19 липня 2020 року, в результаті адміністративно - територіальної реформи та ліквідації Кобеляцького району, село увійшло до складу новоутвореного Полтавського району Полтавської області.

## Економіка
- Птахо-товарна та свино-товарна ферми.
- ТОВ Агрофірма «Лан».
- ТОВ «Шенгурівська».

## Об'єкти соціальної сфери
- Дитячий садок.
- Школа.
- Будинок культури.